# Chorthippus jacobsoni
Chorthippus jacobsoni är en insektsart som först beskrevs av Ikonnikov 1911.  Chorthippus jacobsoni ingår i släktet Chorthippus och familjen gräshoppor. Inga underarter finns listade i Catalogue of Life.